# فرانك إميليو فلين
فرانك إميليو فلين هو موزع وملحن وعازف بيانو كوبي، ولد في 13 أغسطس 1921 في هافانا في كوبا، وتوفي بنفس المكان في 23 أغسطس 2001.

## وصلات خارجية
- فرانك إميليو فلين على موقع ميوزك برينز (الإنجليزية)
- فرانك إميليو فلين على موقع أول ميوزيك (الإنجليزية)
- فرانك إميليو فلين على موقع ديسكوغز (الإنجليزية)